# عملة 1 روبية هندية
عملة الروبية الهندية (₹1) هي عملة هندية تساوي روبية هندية واحدة، وتتكون من مئة بايسا. حاليًا، تُعد عملة الروبية الواحدة أصغر عملة هندية متداولة. منذ عام 1992، تُسك عملات الروبية الهندية من الفولاذ المقاوم للصدأ. شكلها دائري، وتزن 3.76 غرام (58.0 grain)، يبلغ قطرها 21.93-مليمتر (0.863 بوصة) وسمكها 1.45-مليمتر (0.057 بوصة) الهند المستقلة، سُك عملات 1 روبية لأول مرة في عام 1950 وهي متداولة حاليًا.

## تاريخ

### سور إمباير
حكم شير شاه سوري، مؤسس إمبراطورية سور، شمال الهند من عام 1540 إلى عام 1545م. وفي عهده، أصدر سوري عملات فضية نقية في عام 1542 وأطلق عليها اسم روبية (من السنسكريتية रौप्य، راوبيا، وتعني الفضة). ظلت الفئة قيد الاستخدام من خلال المغول، المراثا، شركة الهند الشرقية والقواعد البريطانية. احتفظت شركة الهند الشرقية بالروبية حتى عام 1835 وشكلت أساس عملة راج البريطانية حتى عام 1947. كان وزن كل عملة روبية 178 grain (11.5 غرام).الوحدة الفرعية للروبية هي قطع نحاسية وتشكل 40 قطعة نحاسية روبية واحدة. أطلق شير شاه سوري على القطع النحاسية اسم بايسا.

### شركة الهند الشرقية البريطانية
في عام 1717 ميلاديًا، حصلت شركة الهند الشرقية على إذن من الإمبراطور المغولي فاروخسيار لِسك عملة مغولية في مصنعها ببومباي. وفي عام 1835 ميلاديًا، دخل قانون سك العملة لعام 1835 حيز التنفيذ لتوحيد العملات. صُنعت العملات الجديدة من 91.7٪ فضة، بلغ وزنها 11.66 غرام (179.9 grain) وبلغ قطرها 30.55 مليمتر (1.203 بوصة). يحمل ظهر جميع العملات المعدنية من فئة الروبية الواحدة، التي سُكت بعد عام 1835 وقبل عام 1862 ميلاديًا، اسم "شركة الهند الشرقية" بدلًا من الإمبراطورية المغولية. تحمل العملات المعدنية من فئة الروبية الواحدة تمثالًا نصفيًا للملك ويليام الثامن (الذي سُك باسم الملك ويليام الثالث عشر) وسُكت لأول مرة عام 1835 ميلاديًا. أما العملات المعدنية من فئة الروبية الصادرة بعد عام 1840، حملت تمثالًا نصفيًا للملكة فيكتوريا (من 1840إلى 1901 ميلاديًا).
أرادت شركة الهند الشرقية إدخال الجنيه الإسترليني إلى الهند، ولكن بسبب شعبية الروبية، لم تتمكن من إدخال الجنيه الإسترليني إلى الهند.
أصدرت رئاسة مدراس عملات معدنية من فئة 1 روبية حتى عام 1815 ميلاديًا. تساوي الروبية الواحدة اثني عشر فانامًا.

### الحكم البريطاني (1858-1947)
بدأ الحكم البريطاني في الهند عام 1858م واستمر حتى استقلال الهند عام 1947. في عام 1862، صدرت عملات معدنية جديدة بقيمة 1 روبية، عُرفت باسم الإصدار الملكي، وحملت تمثال نصفي للملكة فيكتوريا على الوجه و"الهند" على الجانب الخلفي. من عام 1862 إلى عام 1939م، سُكت عملات معدنية بقيمة 1 روبية من 91.7٪ فضة، ووزنها 11.66 غرام (179.9 grain)، قطرها 30.78 مليمتر (1.212 بوصة) وسمكها 1.9 مليمتر (0.075 بوصة). ظهر على وجه العملات المعدنية تماثيل نصفية للملكة فيكتوريا (1862-1901م)، إدوارد السابع (1903-1910م)، جورج الخامس (1911-1936م)، جورج السادس (1938-1947م). لم يظهر إدوارد الثامن على أي عملة روبية لأن فترة حكمه (يناير -ديسمبر 1936م) كانت قصيرة.
بسبب الحربين العالميتين الأولى والثانية، كان هناك نقص في الفضة. نتيجة لذلك، استُبدلت عملات الروبية الفضية (0.917) بسبيكة فضية رباعية (0.500) عام 1940. وفي عام 1947، استُبدلت عملة الروبية الفضية بعملات النيكل.

### الولايات الأميرية
أصدرت العديد من الولايات الأميرية عملتها الخاصة، عند زوال الإمبراطورية المغولية، حيث أصدرت ولاية حيدر أباد روبية حيدر أباد الخاصة بها، بين عامي 1918 و1959. كما فعلت: ألوار، أمبليارا، عوض، باهاوالبور، بهاراتبور، بيكانير، بوند، شودا، دهار، إندرجاد، جايسالمر، جاورا، جوناغاد، كالات، كوتش، مانجرول، منجاني، مولي، ميسور، ناواناجار، باليتانا، راجكوت، رامجاره، سيلانا، سيالا والعديد من الآخرين.

### عملة روبية واحدة من عام 1835 إلى عام 1947
| عملات روبية واحدة (1835 إلى 1947): شركة الهند الشرقية وراج البريطانية | عملات روبية واحدة (1835 إلى 1947): شركة الهند الشرقية وراج البريطانية | عملات روبية واحدة (1835 إلى 1947): شركة الهند الشرقية وراج البريطانية | عملات روبية واحدة (1835 إلى 1947): شركة الهند الشرقية وراج البريطانية | عملات روبية واحدة (1835 إلى 1947): شركة الهند الشرقية وراج البريطانية | عملات روبية واحدة (1835 إلى 1947): شركة الهند الشرقية وراج البريطانية | عملات روبية واحدة (1835 إلى 1947): شركة الهند الشرقية وراج البريطانية | عملات روبية واحدة (1835 إلى 1947): شركة الهند الشرقية وراج البريطانية | عملات روبية واحدة (1835 إلى 1947): شركة الهند الشرقية وراج البريطانية | عملات روبية واحدة (1835 إلى 1947): شركة الهند الشرقية وراج البريطانية | عملات روبية واحدة (1835 إلى 1947): شركة الهند الشرقية وراج البريطانية | عملات روبية واحدة (1835 إلى 1947): شركة الهند الشرقية وراج البريطانية | عملات روبية واحدة (1835 إلى 1947): شركة الهند الشرقية وراج البريطانية |
| صورة                                                                  | صورة                                                                  | المعلمات التقنية                                                      | المعلمات التقنية                                                      | المعلمات التقنية                                                      | المعلمات التقنية                                                      | الوصف                                                                 | الوصف                                                                 | الوصف                                                                 | سنة سك                                                                | سنة سك                                                                | معروف سك العملة                                                       | التعليقات                                                             |
| الوجه                                                                 | عكس                                                                   | الوزن                                                                 | القطر                                                                 | سمك                                                                   | المعادن                                                               | الحافة                                                                | الوجه                                                                 | عكس                                                                   | أولا                                                                  | الاخير                                                                | معروف سك العملة                                                       |                                                                       |
| --------------------------------------------------------------------- | --------------------------------------------------------------------- | --------------------------------------------------------------------- | --------------------------------------------------------------------- | --------------------------------------------------------------------- | --------------------------------------------------------------------- | --------------------------------------------------------------------- | --------------------------------------------------------------------- | --------------------------------------------------------------------- | --------------------------------------------------------------------- | --------------------------------------------------------------------- | --------------------------------------------------------------------- | --------------------------------------------------------------------- |
|                                                                       |                                                                       | 11.66 ح                                                               | 30.5 مم                                                               | 1.9 مم                                                                | الفضة (0.917)                                                         | القصب                                                                 | تمثال نصفي من الملك وليام الثالث مع اسمه.                             | القيمة الاسمية والبلد و التاريخ محاط بإكليل من الزهور.                | 1835                                                                  | 1840                                                                  | 69,472,000                                                            |                                                                       |
|                                                                       |                                                                       | 11.66 ح                                                               | 30.78 مم                                                              | 1.9 مم                                                                | الفضة (0.917)                                                         | القصب                                                                 | تمثال نصفي من الملكة فيكتوريا محاطة باسمها.                           | القيمة الاسمية والبلد و التاريخ محاط بإكليل من الزهور.                | 1840                                                                  | 1901                                                                  | 2,454,825,107                                                         |                                                                       |
|                                                                       |                                                                       | 11.66 ح                                                               | 30.6 مم                                                               | 1.9 مم                                                                | الفضة (0.917)                                                         | القصب                                                                 | تمثال نصفي من إدوارد السابع محاطة باسمه.                              | القيمة الاسمية والبلد و التاريخ محاط بإكليل من الزهور.                | 1903                                                                  | 1910                                                                  | 849,622,000                                                           |                                                                       |
|                                                                       |                                                                       | 11.66 ح                                                               | 30.5 مم                                                               | 1.9 مم                                                                | الفضة (0.917)                                                         | القصب                                                                 | تمثال نصفي من جورج الخامس محاطة باسمه.                                | القيمة الاسمية والبلد و التاريخ محاط بإكليل من الزهور.                | 1911                                                                  | 1936                                                                  | 1,807,479,000                                                         | تم سك العملات المعدنية في عام 1911 اسم نيك "خنزير روبية".             |
|                                                                       |                                                                       | 11.66 ح                                                               | 30.5 مم                                                               | 1.9 مم                                                                | الفضة (0.917)                                                         | القصب                                                                 | تمثال نصفي من جورج السادس محاطة باسمه.                                | القيمة الاسمية والبلد و التاريخ محاط بإكليل من الزهور.                | 1938                                                                  | 1939                                                                  | 772,980,000                                                           |                                                                       |
|                                                                       |                                                                       | 11.66 ح                                                               | 30.5 مم                                                               | 1.9 مم                                                                | الفضة (0.500)                                                         | الأمن                                                                 | تمثال نصفي من جورج السادس محاطة باسمه.                                | القيمة الاسمية والبلد و التاريخ محاط بإكليل من الزهور.                | 1939                                                                  | 1945                                                                  | 772,980,000                                                           |                                                                       |
|                                                                       |                                                                       | 11.8 ح                                                                | 28 مم                                                                 | 2.48 مم                                                               | النيكل                                                                | الأمن                                                                 | تمثال نصفي من جورج السادس محاطة باسمه.                                | القيمة الاسمية والبلد و التاريخ محاط بإكليل من الزهور.                | 1947                                                                  | 1947                                                                  | 160,039,000                                                           | سكت فقط في عام 1947.                                                  |

### الهند المستقلة
في 15 أغسطس 1947، حصلت الهند على استقلالها، وحافظت على نظامها النقدي وسكها الذي كان سائدًا في عهد الحكم البريطاني. ولم تُصدر الهند عملات معدنية جديدة إلا في 15 أغسطس 1950. طُرحت العملات الجديدة (بما في ذلك عملة روبية واحدة) وفقًا للتسلسل الزمني والأسباب التالية:
- تكييف الزخارف ورموز السيادة لتمثيل استقلال الهند.
- مقدمة للنظام المتري وتأثيره على العملة الهندية.
- التغيرات بسبب القيمة المعدنية للعملات المعدنية.
- "سك" الأوراق النقدية من أجل تحقيق التكلفة والفائدة.

### الوحدات الفرعية
| فئة | الوحدة الفرعية                | الوحدة الفرعية         | الوحدة الفرعية             | من   | ل    | تعليقات                                                        |
| --- | ----------------------------- | ---------------------- | -------------------------- | ---- | ---- | -------------------------------------------------------------- |
| روبية | آنا ( 1 روبية = 16 آنا )      | بايس ( 1 آنا = 4 بيس ) | فطيرة ( 1 قطعة = 3 فطائر ) | 1835 | 1947 | تم إلغاء العملة الورقية في عام 1947.                           |
| روبية | آنا ( 1 روبية = 16 آنا )      | بايس ( 1 آنا = 4 بيس ) | -                          | 1947 | 1950 | سلسلة فروزن                                                    |
| روبية | آنا ( 1 روبية = 16 آنا )      | بايس ( 1 آنا = 4 بيس ) | -                          | 1950 | 1957 | سلسلة آنا                                                      |
| روبية | بايسا ( 1 روبية = 100 بايسا ) | -                      | -                          | 1957 | 1964 | سلسلة نايا بايسا. أُلغي تداول مسلسل آنا وبيس عام ١٩٥٧.          |
| روبية | بايسا ( 1 روبية = 100 بايسا ) | -                      | -                          | 1964 | حاضر | باستثناء 50 بايسا ، تم إلغاء جميع العملات المعدنية الأقل قيمة. |
| (1835–1947) : 1 روبية هندية = 16 آنا = 64 بايس = 192 باي. (1947–1957) : 1 روبية هندية = 16 آنا = 64 بايس. (1957–1964) : 1 روبية هندية = 100 ناي بايس. (1964–حتى الآن) : 1 روبية هندية = 100 بيسة. |                               |                        |                            |      |      |                                                                |

### سك النقود
اعتبارًا من عام 2020، تُسك عملات الروبية الهندية من قِبل دور سك العملة الحكومية ‏ في مومباي، كلكتا، حيدر آباد، ونويدا. وتُتداول جميع العملات من خلال بنك الاحتياطي الهندي فقط.

#### علامات دار السك
استخدمت العلامات التالية على عملات الروبية الواحدة منذ عام 1947.
| النعناع                       | علامة       | وصف                        | تعليقات |
| ----------------------------- | ----------- | -------------------------- | --- |
| Coins minted in Indian mints  |             |                            | |
| حيدر أباد                     | ☆           | نجمة خماسية                | |
| كولكاتا                       |             | لا يوجد علامة النعناع      | نظرًا لأن هذه كانت أول دار سك عملات هندية، فإن العملات المعدنية التي تم سكها في كولكاتا لا تحمل علامة.            |
| مومباي                        | ⧫           | الماس                      | |
| مومباي                        | •           | نقطة صغيرة (صلبة)          | |
| مومباي                        | ب           | الحرف ب أسفل السنة         | |
| مومباي                        | م           | الحرف م أسفل السنة         | على العملات المعدنية التي تم سكها بعد عام 1996.                                                                  |
| نويدا                         | °           | نقطة صغيرة (جوفاء)         | |
| Coins minted in foreign mints |             |                            | |
| برمنغهام                      | ح           | الحرف H أسفل السنة         | كما تم سك عملات روبية واحدة ( KM# 79.1) في عام 1985 في دار سك العملة في برمنغهام، المملكة المتحدة.               |
| كريمنيكا                      | عضو الكنيست | الحروف "mk" في الدائرة     | كما تم سك عملات الروبية الواحدة ( KM# 92.2) من عام 1998 إلى عام 2001 في دار سك النقود في كرمينيكا، سلوفاكيا.     |
| المكسيك                       | شهر         | °M، الحرف "M" أسفل الدائرة | كما تم سك عملات روبية واحدة ( KM# 92.2) في عام 1997 في دار سك العملة المكسيكية.                                  |
| بريتوريا                      | م           | الحرف "M" في شكل بيضاوي    | كما تم سك عملات الروبية الواحدة ( KM# 92.2) من عام 1998 إلى عام 2000 في دار سك النقود في بريتوريا، جنوب أفريقيا. |
| دار السك الملكية              | •           | نقطة صغيرة                 | كما تم سك عملات الروبية الواحدة ( KM# 79.1) في عام 1985 في دار سك العملة الملكية في لانتريسانت، المملكة المتحدة. |